# Pseudoparacalanus spinifera
Pseudoparacalanus spinifera is een eenoogkreeftjessoort uit de familie van de Paracalanidae. De wetenschappelijke naam van de soort is voor het eerst geldig gepubliceerd in 1948 door Robinson.